# Кірово-Чепецький район
Кі́рово-Чепе́цький район (рос. Кирово-Чепецкий район) — район у складі Кіровської області Російської Федерації. Адміністративний центр — місто Кірово-Чепецьк, яке, однак, не входить до складу району.

## Історія
Територія району з 18 століття входила до складу Вятського повіту. На початок 20 століття до його складу входило 22 волості, 1924 року вони були об'єднані у 7: Вожгольську, Вятську, Загарську, Кумьонську, Просницьку, Селезньовську та Якимовагінську. Просницька волость була утворена із колишніх Просницької, Чепецької та Поломської. До її складу увійшло 28 населених пунктів, центром було село Александровське. Згідно з переписом 1926 року найбільшими населеними пунктами були село Усть-Чепца (741 особа) та присілок Малий Конип (52 особи). У складі Просницької волості були утворені 18 сільрад. 1929 року у складі новоствореного Вятського округу Нижньогородського краю були утворені Вятський та Просницький райони. Центром останнього стала залізнична станція Просниця. 1934 року Вятський район був перейменований в Кіровський. В роки війни центром Кіровського району тимчасово було село Пасегово. 1955 року селище Кірово-Чепецьк отримало статус міста, а селища Вятський та Лісозаводський об'єднані у місто Нововятськ. Таким чином центром Просницького району стало місто Кірово-Чепецьк, а місто Нововятськ увійшло до складу Кіровського району. 1958 року центром Кіровського району стало місто Нововятськ і район став Нововятським. 1959 року ліквідовано Просницький район, більша частина відійшла до складу Нововятського, менша — до Зуєвського району. 1960 року центром Нововятського району стало місто Кірово-Чепецьк і район отримав сучасну назву. 1961 року Кірово-Чепецьк отримав статус міста обласного значення. 1963 року район був ліквідований, територія поділена між Кумьонським та Орічівським районами, але 1965 року район відновлений у старих межах. 1989 року зі складу району було виділено місто Нововятськ і передано до складу міста Кірова у якості Нововятського району. 1994 року до складу міста Кіров були передані Бахтінський та Руський сільські округи. 2000 року до складу міста Кіров було передано селище Радужний.
7 грудня 2004 року, в рамках муніципальної реформи, у складі району були утворені 13 сільських поселень.

## Населення
Населення району складає 22140 осіб (2017; 22136 у 2016, 22230 у 2015, 22806 у 2014, 22586 у 2013, 22278 у 2012, 21323 у 2011, 21317 у 2010, 21209 у 2009, 22193 у 2002, 40151 у 1989, 67152 у 1979, 68526 у 1970).

## Адміністративний поділ
Станом на 2010 рік район адміністративно поділявся на 13 сільських поселень, до його складу входило 237 населених пунктів, з яких ? не мали постійного населення, але ще не були зняті з обліку:
| Поселення                        | Площа, км² | Населення, осіб (2002) | Населення, осіб (2010) | Населення, осіб (2017) | Центр                | Населені пункти |
| -------------------------------- | ---------- | ---------------------- | ---------------------- | ---------------------- | -------------------- | --------------- |
| Бурмакінське сільське поселення  |            | 1723                   | 1741                   | 1680                   | село Бурмакіно       | 18              |
| Конипське сільське поселення     |            | 893                    | 1006                   | 1001                   | присілок Малий Конип | 12              |
| Кстінінське сільське поселення   |            | 2200                   | 1738                   | 2018                   | село Кстініно        | 26              |
| Мокрецівське сільське поселення  |            | 1897                   | 1589                   | 1572                   | село Карінка         | 13              |
| Пасеговське сільське поселення   |            | 3316                   | 3359                   | 3615                   | село Пасегово        | 36              |
| Поломське сільське поселення     |            | 1297                   | 1126                   | 1087                   | село Полом           | 16              |
| Просницьке сільське поселення    |            | 3364                   | 3066                   | 3419                   | селище Просниця      | 34              |
| Селезенівське сільське поселення |            | 849                    | 613                    | 503                    | село Селезеніха      | 7               |
| Фатієвське сільське поселення    |            | 993                    | 1057                   | 1133                   | село Фатієво         | 16              |
| Федяковське сільське поселення   |            | 1257                   | 1517                   | 1745                   | присілок Шутовщина   | 23              |
| Філіпповське сільське поселення  |            | 1497                   | 1301                   | 1302                   | село Філіппово       | 12              |
| Чепецьке сільське поселення      |            | 1925                   | 2210                   | 2085                   | селище Ключі         | 15              |
| Чувашівське сільське поселення   |            | 982                    | 994                    | 980                    | присілок Чуваші      | 9               |

## Найбільші населені пункти
| №  | Населений пункт | Населення, осіб (2002) | Населення, осіб (2010) |
| -- | --------------- | ---------------------- | ---------------------- |
| 1  | Пасегово        | 2805                   | 2807                   |
| 2  | Просниця        | 2497                   | 2235                   |
| 3  | Бурмакіно       | 1250                   | 1272                   |
| 4  | Кстініно        | 1399                   | 1029                   |
| 5  | Філіппово       | 1100                   | 999                    |
| 6  | Ключі           | 889                    | 977                    |
| 7  | Фатієво         | 905                    | 939                    |
| 8  | Полом           | 987                    | 926                    |
| 9  | Карінка         | 1003                   | 905                    |
| 10 | Чуваші          | 850                    | 874                    |